# Rhadinosa girija
Rhadinosa girija es una especie de insecto coleóptero de la familia Chrysomelidae.
Fue descrita científicamente en 1915 por Maulik.